# Microlontha aphodioides
Microlontha aphodioides is een keversoort uit de familie bladsprietkevers (Scarabaeidae). De wetenschappelijke naam van de soort is voor het eerst geldig gepubliceerd in 1967 door Petrovitz.